# Skagway (Alaska)
Skagway er en borough i delstaten Alaska i USA. Byen ligger i det såkaldte Alaska Panhandle i delstatens sydøstlige del. Ved folketællingen i 2010 havde byen 920 indbyggere, et tal der fordobles om sommeren, for at kunne håndtere de over 900.000 turister, der besøger byen hvert år.
Havnen i Skagway er et populært stop for krydstogtsskibe, og turisterhvervet udgør en stor del af næringslivet i byen. Den smalsporede jernbane White Pass and Yukon Route til Whitehorse i Canada, som blev bygget under guldfeberen i slutningen af 1890'erne, drives udelukkende i turistøjemed i sommermånedene.
Skagway blev grundlagt i 1887 af dampskibskaptajnen William Moore. Byen var et vigtigt knudepunkt for guldgravere under guldfeberen, og var udgangspunkt for ruterne over White Pass og Chilkoot Pass til Klondike og Alaska.
Skagway udgjorde også en del af baggrunden for Jack Londons bog Når naturen kalder.
Navnet Skagway (oprindeligt Skaguay) er fra Tlingit-navnet på området: "Skagua" eller "Shgagwèi", der betyder "et omblæst sted med skumtoppe på vandet».